# Зимние Олимпийские игры 1924
Зимние Олимпийские игры 1924 года, официально именуемые «I зимние Олимпийские игры», были проведены в Шамони (департамент Верхняя Савойя, Франция), с 24 января по 5 февраля 1924 года. Игры состоялись в преддверии летних Олимпийских игр 1924 года в Париже, они первоначально не имели статуса Олимпиады и проводились как «Международная неделя зимних видов спорта по случаю VIII Олимпиады» под патронажем Международного Олимпийского комитета. Проведение этих соревнований вызвало такой международный резонанс, что конгресс МОК в Праге 27 мая 1925 года принял решение о регулярном проведении зимних Олимпийских игр в год Летних Олимпийских игр, а соревнования в Шамони задним числом признали Первыми зимними Олимпийскими играми.
В Играх 1924 года приняло участие 293 спортсмена из 16 стран, которые состязались в 9 видах спорта и разыграли 16 комплектов наград. Самым титулованным спортсменом этих игр стал финский конькобежец Клас Тунберг, который завоевал четыре медали, в том числе три золотых. В неофициальном командном зачёте верх одержала команда Норвегии, завоевавшая в общей сложности 17 медалей, из которых 4 золотых, 7 серебряных и 6 бронзовых.

## Зарождение зимних Олимпийских игр
Вопрос о включении в программу возрождаемых Олимпийских игр фигурного катания поднимался ещё на первом олимпийском конгрессе 1894 года в Париже. Соревнования по фигурному катанию вошли в программу Олимпиады в Лондоне в 1908 году. Тем не менее, включение зимних видов спорта в программу Олимпийских игр постоянно сталкивалось с большими трудностями из-за отсутствия необходимой инфраструктуры. В 1911 году на сессии МОК было предложено организовать на Олимпиаде 1912 года в Стокгольме специальную «Неделю зимних видов спорта», но Швеция, будучи организатором Олимпиады, выступила против этого предложения, опасаясь конкуренции Северным играм, которые проводились в скандинавских странах с 1901 года. При подготовке к следующим Олимпийским играм идея о «Неделе зимних видов спорта» прозвучала вновь, но из-за первой мировой войны Олимпиада в 1916 году не состоялась. В программу Олимпиады 1920 года в Антверпене из зимних видов спорта вошёл хоккей с шайбой.
В июне 1921 года конгресс МОК в Лозанне рассматривал вопрос о выборе места проведения Олимпиады 1924 года. Представители Франции в МОК, граф Жюстиньен Клари и маркиз де Полиньяк, представили на рассмотрение кандидатуру города Парижа, предусматривая в заявке также проведение соревнований по зимним видам спорта. Включение зимних видов спорта в программу поддержали представители Канады и Швейцарии, в частности, барон Годфруа де Блоне. 5 июня члены МОК проголосовали за включение в программу зимних видов спорта, допуская при этом возможность проведения соревнований по этим видам в городе, не являющимся местом проведения Олимпийских Игр. Против этого предложения вновь выступили представители скандинавских стран, но президент Международной ассоциации легкоатлетических федераций швед Зигфрид Эдстрём предложил поддержать проведение соревнований по зимним видам спорта при условии, что они не будут называться «Олимпийскими». В итоге было принято решение провести соревнования под патронажем МОК под названием «Международная неделя зимних видов спорта».

## Подготовка игр

### Выбор места проведения игр
В качестве места проведения «недели зимних видов спорта» рассматривалось три возможных варианта: Жерарме в Лотарингии, Люшон-Супербарньер в Пиренеях и Шамони в Альпах. С 12 по 14 июня 1922 года Олимпийский комитет Франции провёл в Париже конференцию с представителями международных спортивных организаций для выработки программы соревнований и выбора места их проведения. Поскольку конкуренты Шамони не могли гарантировать достаточное количество мест для соревнований и требуемую высоту снежного покрова, выбор был остановлен на Шамони. 20 февраля 1923 года был подписан контракт о проведении соревнований между Парижем и Шамони, который подписали генеральный секретарь НОК Франции Франц Рейшель и мэр Шамони Жан Лавевр.

### Экономические аспекты
Для проведения соревнований в Шамони требовалось сооружение санно-бобслейной трассы, ледового катка и лыжного трамплина, это было поручено Управлению дорог и мостов департамента Верхняя Савойя. НОК Франции обещал финансовую поддержку в размере до 500 тысяч франков. Муниципалитет Шамони осуществил заём 300 тысяч франков у крупных домовладельцев и хозяев городских отелей, а также взял в кредит 500 тысяч франков в банке Crédit foncier. Работы начались 31 мая 1923 года, за восемь месяцев до начала соревнований. В начале сентября 1923 года эксперт НОК Франции представил доклад о задержке строительства олимпийских объектов, после чего городские власти наметили преодолеть отставание к 1 ноября из-за риска лишиться права на проведение соревнований.
Ускорение работ по сооружению спортивных объектов привело к увеличению расходов на организацию игр. Наиболее дорогими объектами были каток и олимпийский стадион, которые обошлись в 1,1 млн франков. Стоимость строительство санно-бобслейной трассы составила 115 822,57 франков и лыжного трамплина — 58 565,22 франка. Подготовка к играм обошлась в общей сложности в 3,5 млн франков, причём НОК Франции выделил только 250 тысяч франков, а основную тяжесть расходов нёс муниципалитет Шамони, израсходовавший 2 млн франков. Основным источником доходов от игр была продажа билетов: в общей сложности 10 044 зрителей, кассовая выручка составила 107 880,80 франков, а всего доходы от игр составили 120 тысяч франков.

## Виды спорта
- Бобслей (1)
- Кёрлинг (1)
- Конькобежный спорт (5)
- Лыжное двоеборье (1)
- Лыжные гонки (2)
- Прыжки на лыжах с трамплина (1)
- Соревнования военных патрулей (1)
- Фигурное катание (3)
- Хоккей (1)

В скобках указано количество разыгрываемых комплектов медалей.

## Страны-участницы
В Играх принимали участие спортсмены из 16 стран, в общей сложности 293 человека, в том числе 280 мужчин и 13 женщин.
- Австрия (4)
- Бельгия (18)
- Великобритания (44)
- Венгрия (4)
- Италия (23)
- Канада (12)
- Латвия (2)
- Норвегия (14)
- Польша (7)
- США (24)
- Чехословакия (27)
- Финляндия (17)
- Франция (43)
- Швейцария (30)
- Швеция (31)
- Югославия (4)

В скобках указано количество спортсменов от каждой страны.

## Расписание соревнований
| ● | Церемония открытия | ● | Квалификация соревнований | ● | Финалы соревнований | ● | Церемония закрытия |

| Число                         | Число                         | 24 ЧТ | 25 ПТ | 26 СБ | 27 ВС | 28 ПН | 29 ВТ | 30 СР | 31 ЧТ | 1 ПТ | 2 СБ | 3 ВС | 4 ПН | 5 ВТ | Медали |
| ----------------------------- | ----------------------------- | ----- | ----- | ----- | ----- | ----- | ----- | ----- | ----- | ---- | ---- | ---- | ---- | ---- | ------ |
| Церемонии                     |                               | ●     |       |       |       |       |       |       |       |      |      |      |      | ●    |        |
| Бобслей                       | Бобслей                       |       |       |       |       |       |       |       |       |      | ●    | 1    |      |      | 1      |
| Кёрлинг                       | Кёрлинг                       |       |       |       |       | ●     | ●     | 1     |       |      |      |      |      |      | 1      |
| Конькобежный спорт            | Конькобежный спорт            |       |       | 2     | 3     |       |       |       |       |      |      |      |      |      | 5      |
| Лыжное двоеборье              | Лыжное двоеборье              |       |       |       |       |       |       |       |       |      | ●    |      | 1    |      | 1      |
| Лыжные гонки                  | Лыжные гонки                  |       |       |       |       |       |       | 1     |       |      | 1    |      |      |      | 2      |
| Прыжки на лыжах с трамплина   | Прыжки на лыжах с трамплина   |       |       |       |       |       |       |       |       |      |      |      | 1    |      | 1      |
| Соревнования военных патрулей | Соревнования военных патрулей |       |       |       |       |       | 1     |       |       |      |      |      |      |      | 1      |
| Фигурное катание              | Фигурное катание              |       |       |       |       | ●     | 1     | 1     | 1     |      |      |      |      |      | 3      |
| Хоккей                        | Хоккей                        |       |       |       |       | ●     | ●     | ●     | ●     | ●    | ●    | 1    |      |      | 1      |
| Медали                        | Медали                        |       |       | 2     | 3     |       | 2     | 3     | 1     |      | 1    | 2    | 2    |      | 16     |
| Число                         | Число                         | 24    | 25    | 26    | 27    | 28    | 29    | 30    | 31    | 1    | 2    | 3    | 4    | 5    | Медали |

* Для более полного ознакомления с результатами отдельных видов спорта на данной Олимпиаде нажмите на названия конкретного вида спорта в данной таблице.

## Медальный зачёт
Страна-организатор (Франция)
| Место | Страна               | Золото | Серебро | Бронза | Всего |
| ----- | -------------------- | ------ | ------- | ------ | ----- |
| 1     | Норвегия (NOR)       | 4      | 7       | 6      | 17    |
| 2     | Финляндия (FIN)      | 4      | 4       | 3      | 11    |
| 3     | Австрия (AUT)        | 2      | 1       | 0      | 3     |
| 4     | Швейцария (SUI)      | 2      | 0       | 1      | 3     |
| 5     | США (USA)            | 1      | 2       | 1      | 4     |
| 6     | Великобритания (GBR) | 1      | 1       | 2      | 4     |
| 7     | Швеция (SWE)         | 1      | 1       | 0      | 2     |
| 8     | Канада (CAN)         | 1      | 0       | 0      | 1     |
| 9     | Франция (FRA)        | 0      | 0       | 3      | 3     |
| 10    | Бельгия (BEL)        | 0      | 0       | 1      | 1     |
| Всего | Всего                | 16     | 16      | 17     | 49    |

5 февраля 1924 года во время церемонии закрытия Игр впервые вручалась почётная награда «Олимпийский приз за альпинизм», на которую были номинированы участники Британской экспедиции на Джомолунгму 1922 года, достигшие рекордной высоты под руководством бригадного генерала Чарльза Брюса. Одна медаль была выдана для всей команды, представленной альпинистами из Великобритании, Австралии, Индии и Непала. Кроме командной вручалось ещё 20 медалей, из них 7 — погибшим в лавине шерпам. Каждую из 13 наград на церемонии лично вручал альпинистам барон Пьер де Кубертен, высказавший надежду, что одну из медалей удастся доставить на вершину Эвереста. Чарльз Брюс, готовивший в это время следующую экспедицию, на церемонии в Шамони отсутствовал. Его заместитель Эдвард Лайл Стратт, принимавший медаль для Брюса, пообещал заслужить почётные награды и за очередное восхождение. К сожалению, эти мечты и планы не осуществились.